# Хамам Шејха Бахаија
Хамам Шејха Бахаиа је историјски хамам (јавно купатило) у граду Исфахану, у Ирану. Хамам датира из периода династије Сафавида и налази се у алеји Шејха Бахаиа у улици Абдоразака. То је најпознатији хамам у Исфахану. Њега је изградио Шејх Бахаи 1616. године у периоду владавине Шаха Абаса I. Налази се између Џаме џамије и Харуније у старом базару, близу Дарб-е Имам. Због своје јединствене карактеристике, постоје многе приче и легенде у вези са хамамом.

## Начин грејања купатила
Народ у Исфахану је још од старих времена веровао да је Шејх Бахаи изградио пећ овог хамама, тако да се могао загрејати само једном свећом која се стављала под казан пећи. Он је изградио празан затворен простор и запалио свећу у њему, и свећа је горела веома дуго времена и загревала воду хамама. Постоје различите приче о гориву за грејање воде у купатилу, које се не могу доказати јер није урађено потпуно истраживање о томе.
Најреалнија претпоставка о гориву за грејање воде у купатилу јесте да су се користиле подземне керамичке цеви између јавног тоалета Џаме џамије и хамама и да су се вероватно користили гасови као што су метан и сумпор оксид који се директним сагоревањем били извор грејања или гасови добијени од отпадних вода хамама. Према речима старих становника у суседству, постојала је вештачка мочвара иза котларнице и отпадне воде су отицале у ову мочвару а потребан гас је добијан из ове мочваре. 
Хамам Шејха Бахаиа је имао две свлачионице, већу и мању. Бећа је била за мушкарце и мања за жене. Хамам је имао и базен који се грејао и резервоар за воду.
Простор за базен се користи у овом тренутку, као приватна текстилна фабрика, али је до пре 20 година хамам Шејха Бахаиа био у употреби, после је затворен и након 10 година дошао у посед Организације за културну баштину, рукотворине и туризма. Од 2007. године ова организација је започела рестаурацију хамама.